# New Zealand Knights
New Zealand Knights is een voormalige Nieuw-Zeelandse voetbalclub uit Auckland. Het was de enige profclub van het land en New Zealand Knights speelde in de Australische profcompetities. De overige Nieuw-Zeelandse clubs spelen in de semi-professionele New Zealand Football Championship of amateurdivisies. Het thuisstadion van New Zealand Knights was het North Harbour Stadium, dat een capaciteit van 25.000 plaatsen heeft.

## Geschiedenis
De club werd in 1999 opgericht als Football Kingz en speelde vanaf dat jaar in de Australische National Soccer League. In 2004 werd de clubnaam gewijzigd in Auckland Kingz Football Club. Na de opheffing van de NSL dat jaar was de club een van de vier voetbalclubs die de overstap naar de nieuwe A-League maakte. De andere drie clubs waren Perth Glory, Newcastle United Jets en Adelaide United. Vlak voor de start van de A-League in 2005, was er een tweede naamswijziging in het huidige New Zealand Knights. De club speelde twee seizoenen in de A-League, maar New Zealand Knights werd in 2007 vanwege financiële problemen opgeheven. Een nieuwe Nieuw-Zeelandse profclub, Wellington Phoenix FC, verving New Zealand Knights in de A-League

## Bekende spelers
- Zenon Caravella
- Frank van Eijs
- Scot Gemmill
- John Lammers
- Wynton Rufer
- Ivan Vicelich
- Tamati Williams